# Formica paralugubris

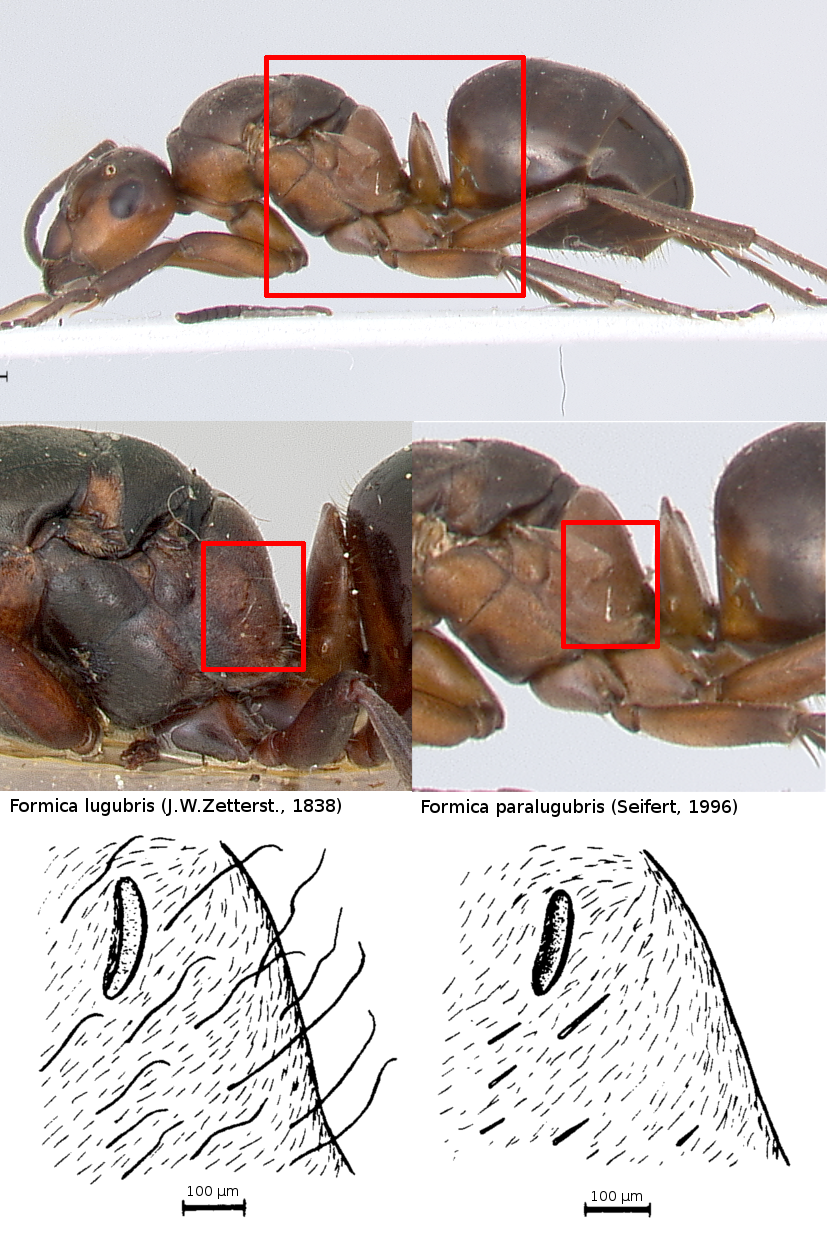
Различия между королевами Formica lugubris и Formica paralugubris. Волоски на боковой стороне торакса, ниже последней стигмы, довольно длинные, курчавые и тонкие у F. lugubris; короткие, прямые и толстые у F. paralugubris.

Formica paralugubris (лат.) — вид средних по размеру муравьёв рода Formica из подсемейства формицины (Formicinae). Относится к группе рыжих лесных муравьёв, в которую также включают рыжего (Formica rufa), северного (Formica aquilonia) и малого (Formica polyctena) лесных муравьёв.

## Распространение
Европа, Альпы.

## Описание
Муравьи средних раземров (около 1 см). Похожи на близкий вид-сиблинг F. lugubris, имея волосы на макушке головы и размытые края пятна на груди. У других сходных видов отсутствуют волоски на голове (у F. pratensis, F. rufa, F. polynecta и F. aquilonia) или есть четкие границы пятна на груди (у F. pratensis).
Formica paralugubris отличается своей колониальной организацией как суперколония. Он был завезен в Северную Америку вместе с импортом сосен. Из-за ограниченного ареала обитания он не обладает характеристиками, характерными для других инвазивных видов.
F. paralugubris агрессивно реагируют на F. lugubris.

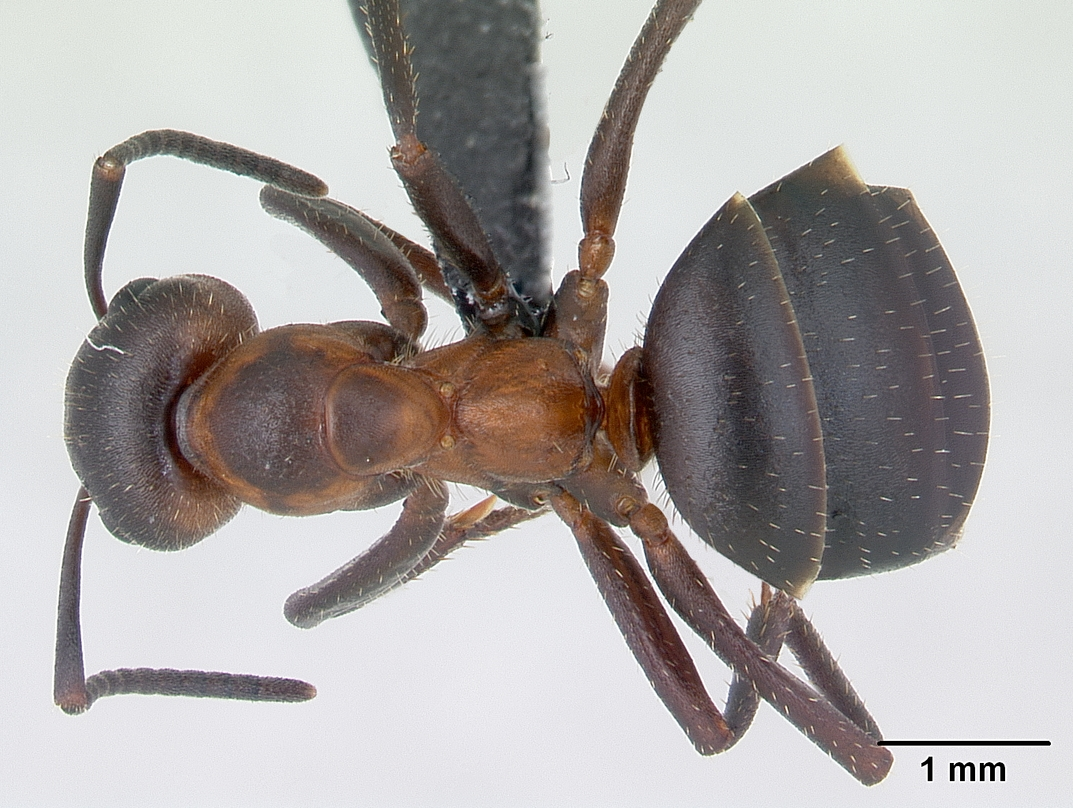
Волосы на макушке головы и размытые края пятна на груди у F. paralugubris и F. lugubris (на фото)
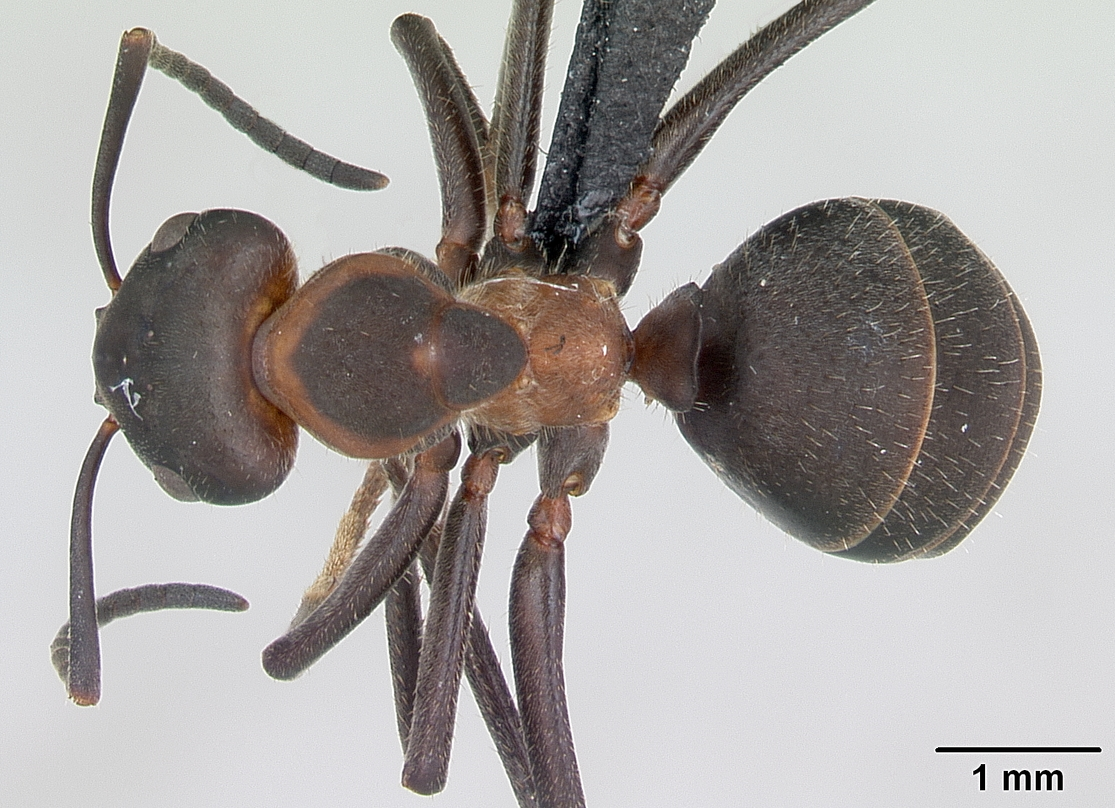
Отсутствие волосков на голове у F. pratensis, F. rufa, F. polynecta и F. aquilonia и четкие границы пятна на груди у F. pratensis (на фото)

## Защита от микроорганизмов
В 2024 году впервые среди муравьёв было обнаружено первое доказательстве того, что муравьи используют растительные соединения в качестве коллективного средства защиты от микроорганизмов. Лесные муравьи Formica paralugubris часто добавляют в свои гнезда большое количество затвердевшей хвойной смолы. Создавая экспериментальные гнезда без смолы и с богатой смолой, исследователи показали, что эта смола подавляет рост микроорганизмов в условиях, имитирующих природные. Такое коллективное лекарство, вероятно, дает серьезные экологические преимущества.

## Классификация
В 1996 году при исследовании Альпийских популяций вида волосистого лесного муравья (Formica lugubris) из него был выделен новый вид-сиблинг Formica paralugubris. Данный вид близок к группе рыжих лесных муравьёв, к которой также относят малого лесного муравья (Formica polyctena) и других.